# Cocamide DEA
La cocamide DEA (o cocamide dietanolammide) è una dietanol-ammide prodotta per reazione degli acidi grassi estratti dall'olio di cocco con dietanolammina
Le cocamidi sono una miscela di ammidi di acidi grassi ottenuti da olio di cocco. Per quanto l'olio di cocco contenga circa il 50% di acido laurico, nelle formule solo le catene 12-carboniose tendono ad essere considerate. Pertanto la generica formula della cocamide può essere scritta come CH3 (CH2) 10CONH2, sebbene il numero di atomi di carbonio nella catena vari (ma sia comunque sempre pari).
Le cocamidi costituiscono la base strutturale di molti tensioattivi. Comuni sostituenti sono l'etanolamina (cocamide MEA, Cocamide DEA), o composti della betaina (dimetilaminopropilamina) come la cocamidopropil betaina, sovente sostituto della C.DEA.
La cocamide DEA è un liquido viscoso utilizzato in cosmetica per la preparazione di agenti schiumogeni come shampoo, bagnoschiuma, saponi e agenti emulsionanti.
Nel giugno 2012, l'ente di salute ambientale della California, California Office of Environmental Health Hazard Assessment ha aggiunto la cocamide DEA alla Proposition 65 della California (1986) nell'elenco dei prodotti chimici che causano il cancro,  e nel settembre 2013, il Centro per la Salute Ambientale Californiano (CEH) ha lanciato un'azione legale contro varie società che sostenevano la vendita di shampoo e sapone contenenti il composto senza informare adeguatamente i consumatori.
Possiede potere allergenico rilevante, e può essere causa di dermatiti..